# Andrzej węgierski (1268–1278)
Andrzej Slawoński, węg. András szlavóniai herceg (ur. 1268, zm. 1278) – książę Slawonii i Chorwacji z dynastii Arpadów. Młodszy syn króla Stefana V i Elżbiety Kumanki,  córki wodza Kumanów (Połowców), Kötenyego (Kocjana), brat króla Władysława IV.

## Życiorys
Andrew urodził się w 1268 roku.  Był drugim synem (i najmłodszym dzieckiem) Stefana V, który nosił tytuł Młodszego Króla Węgier, gdyż w czasie narodzin Andrzeja, Stefan współrządził ze swoim ojcem (dziadkiem Andrzeja), Bélą IV, Straszym Królem.  Matką Andrzeja była Elżbieta Kumanka.
Po śmierci Béli IV w 1270 roku, ojciec Andrzeja został jedynym królem Węgier, ale zmarł dwa lata później. Ponieważ Andrzej był młodszym synem Stefana, na tron wstąpił starszy syn Stefana, dziesięcioletni Władysław IV. I choć to on teoretycznie był władca, to formalnie władzę sprawowała jego matka Elżbiety jako regenta. Jednak w rzeczywistości o kontrolę nad rządami walczyły, konkurujące ze sobą klany najbogatszych rodów szlacheckich, w tym rody Csáks i Kőszegis.

## Książę Slawonii
Henryk Kőszegi, ban Slawonii, razem ze wspólnikiem Joachimem Gutkeledem (dwukrotnym skarbnikiem królestwa Węgier, który wcześniej trzymał Władysława IV w niewoli), porwał sześcioletniego Andrzeja. w lipcu 1274 roku, zabierając go do Slavonii i próbował wykorzystać w rozgrywkach dynastycznych  przeciwko jego bratu Władysławowi. Jednak rywal Kőszegiego i Gutkeleda, Peter Csák wraz ze stronnikami, pokonali wojska porywaczy pod koniec września i uwolnili Andrzeja.  To wówczas w liście datowanym na koniec 1274 roku, Andrzej jest wymieniany jako książę Slawonii i Chorwacji (poza tym był on także nazwany księciem Andrzejem). Zgodnie z teorią naukowców, poprzedni tytuł był używany tylko dla podkreślenia, że Andrzej był prawowitym spadkobiercą jego 12-letniego starszego brata i został użyty w czasie, w którym planowano małżeństwo Andrzejem z krewną Rudolfa I Habsburga.
Andrzej zmarł w wieku dziesięciu lat, między 6 kwietnia a 6 listopada 1278 roku.

## Dwóch fałszywych Andrzejów
Bezdzietny brat Andrzeja, Władysław IV został zamordowany 10 lipca 1290 roku. Na tronie zastąpił go jego daleki krewny, Andrzej III i został koronowany na króla 23 lipca. Jednak pewien poszukiwacz przygód ogłosił, że jest prawdziwym, młodszym bratem króla Władysława, twierdząc, że ma on za sobą Węgry przeciwko Andrzejowi III. Poprzez pokazanie swojego specyficznego znamię, podobnego do znamienia zmarłego księcia, oszusta przekonał nawet siostrę Stefana V – Kingę, żonę Bolesława Wstydliwego, księcia krakowskiego. Fałszywy książę Andrzej najechał Węgry z Polski, ale dowódca króla Andrzeja, Jerzy Baksa stawił mu opór, zmuszając do powrotu do Polski przed 18 listopada.  Pretendent został w krótkim czasie zamordowany przez swoich węgierskich protektorów.
W 1317 nowy poszukiwacz przygód ogłosił się księciem Andrzejem, tym razem na Majorce. On i jego uwięzienie, zostały opisane w korespondencji pomiędzy Sancho, królem Majorki, a Robertem, królem Neapolu, który był stryjem Karola I na Węgrzech. Los drugiego fałszywego księcia Andrzeja jest nieznany.